# Arnold & Co.
Die Arnold & Co. Sand- und Kieswerke AG ist ein Schweizer Unternehmen der Baustoff- und der Transportbranche mit Sitz in Flüelen im Kanton Uri. Bei der Firma hat auch der Verband schweizerischer Bagger- und Lastschiffbesitzer seine Geschäftsadresse, von dessen 28 Mitgliedsbetrieben 9 am Vierwaldstättersee aktiv sind.

## Baustoffgewinnung
An den geschiebereichen Flüssen im Kanton Uri standen Kies und Sand als Baustoffe stets in grosser Menge zur Verfügung. Der Bezug von Sand und Kies war den Bürgern der Korporation Uri zum Eigengebrauch erlaubt. Die Gewinnung von Sand geschah bis im 19. Jahrhundert von Hand und war deshalb vorwiegend im Uferbereich des Urnersees und auf den Sandbänken der Reuss möglich. Mit der Zunahme des Hochbaus in der Schweiz und seit dem Bau der Gotthardstrasse und der Gotthardbahn, die erstmals Baumaterial in sehr grossem Umfang benötigten, kam eine viel grössere Nachfrage auf. Nach 1830 erhob der Kanton Uri einen Ausfuhrzoll auf Sand.
Am Ende des 19. Jahrhunderts bildete sich für die Ausbeutung von Sand und Kies ein mit moderner Technik agierender Wirtschaftszweig. Zur besseren Kontrolle dieser Aktivitäten erliess der Kanton Uri 1898 Vorschriften. Für den Handel mit Sand oder Kies aus einem öffentlichen Gewässer musste fortan eine Konzession eingeholt werden.

## Unternehmensgeschichte
Im Jahr 1891 begann die Vorgängerfirma der Arnold & Co. bei Flüelen mit dem Abbau von Kies aus dem Schwemmfächer vor dem Delta der Reuss mit Hilfe von Schwimmbaggern. Dafür entrichtete sie der Korporation Uri eine Kiessteuer und später dem Kanton Uri eine Konzessionsgebühr. Die Gründer des Unternehmens Franz Aschwanden & Cie. waren Franz Aschwanden, Johann Arnold senior, Johann Arnold junior (1842–1922) und Karl Ziegler. Der Betrieb wurde in der Umgangssprache Kompany genannt.
1923 bildeten Johann Arnold junior, Josef Aschwanden, Josef Rietmann und Anton Ziegler sowie aus Alpnachstad Melchior Blättler und Balthasar Nufer die neue Kompany. 1928 übernahm Franz Arnold-Beeler (1897–1984) die Leitung des Unternehmens, das seit 1969 als Kollektivgesellschaft und seit 1983 als Aktiengesellschaft Arnold & Co. firmiert.

## Technik

### Transportschiffe

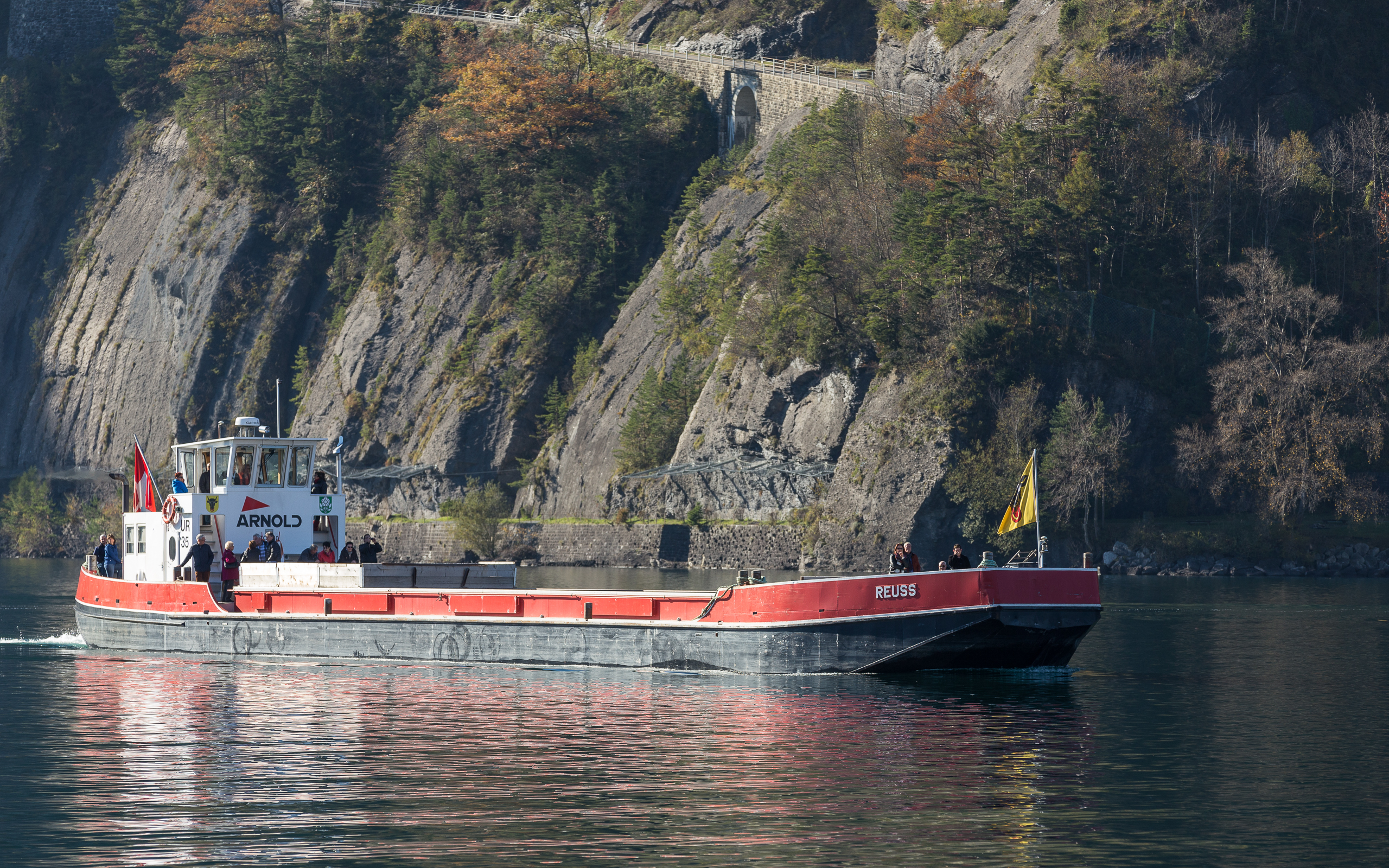
Nauen "UR 35 Reuss" auf dem Urnersee

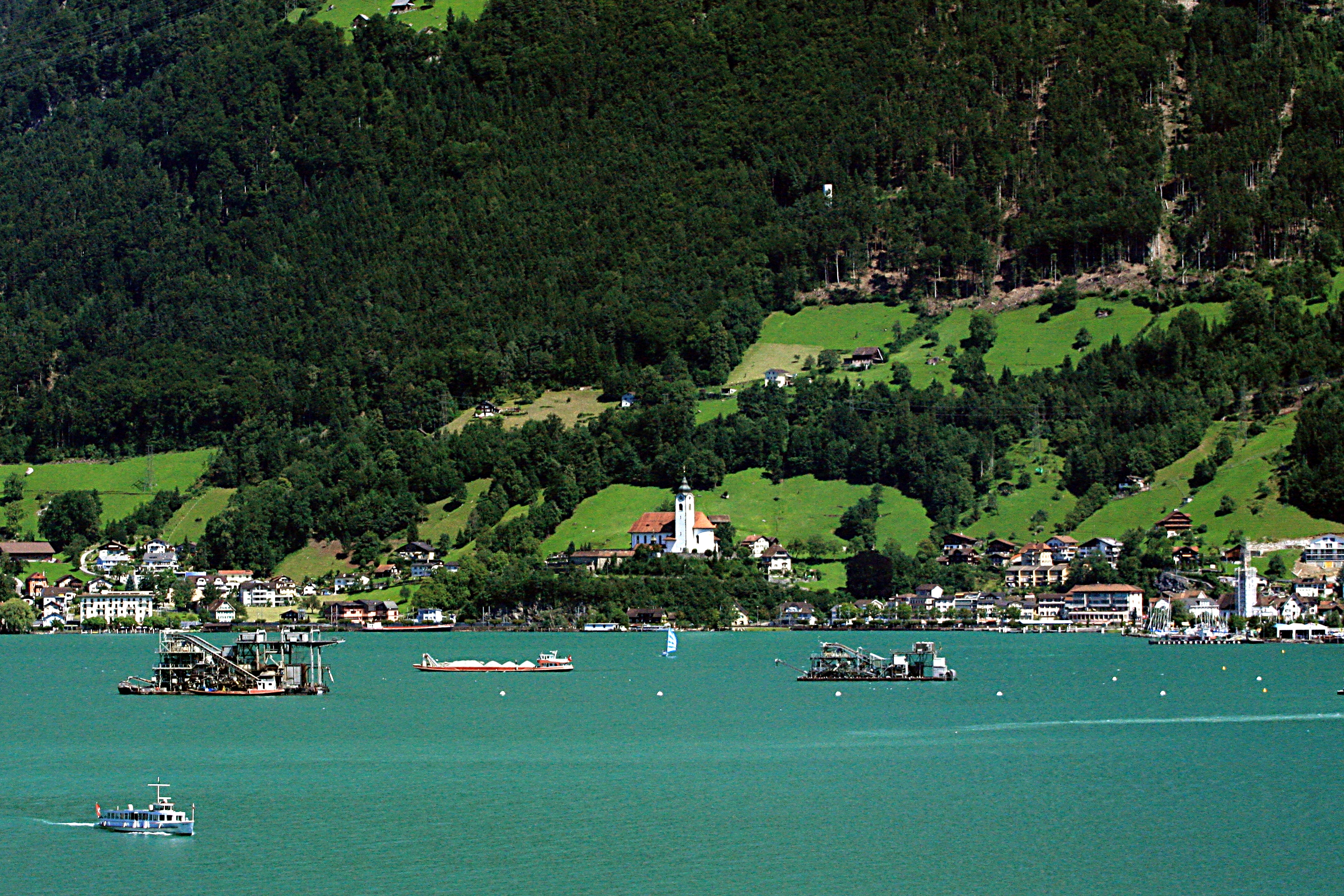
Schwimmbagger bei Flüelen

Im 19. Jahrhundert transportierten kleine, von Ruderern angetriebene Ledischiffe mit einer Kapazität von bis zu 40 Tonnen das geförderte Material zu den Umschlagplätzen am Seeufer. Für die Fahrt von Flüelen bis nach Luzern brauchte ein solches Schiff 13 Stunden. Zur Unterstützung der Ruderer wurden bei günstigen Windverhältnissen Segel gesetzt. Die geruderten Nauen wurden im frühen 20. Jahrhundert durch motorbetriebene Lastschiffe ersetzt, die rund 100 Tonnen fassen konnten. Das im Jahr 1905 gebaute Schiff Adler ist nach einem Umbau für andere Zwecke noch heute auf dem Vierwaldstättersee im Einsatz.
Von der mit Hilfe der Arnold & Co. im Jahr 1910 gegründeten Westschweizer Firma Sagrave SA in Lausanne kam das Klappschiff Rudenz in den Besitz der Arnold & Co., die 1974 aus der Westschweiz auch das Klappschiff Rhone mit Baujahr 1962 erwarb und ihre Flotte 1965 um die Gotthard, 1972 um den Uristier und 1991 mit dem neuen Lastschiff Rudenz erweiterte. Das Unternehmen setzt in jüngerer Zeit 16 Schiffe auf dem Vierwaldstättersee ein.
Mit ihren Schiffen führte die Arnold & Co. auch andere Waren wie zum Beispiel Holz oder Dynamit aus der 1873 gegründeten Sprengstofffabrik bei Isleten über den See.

### Baggerschiffe
Der im Jahre 1897 erstmals auf dem Urnersee in Betrieb genommene Schwimmbagger konnte Kies aus einer Tiefe von bis zu 15 Metern fördern. Bis zum Zweiten Weltkrieg kamen zwei weitere Schwimmbagger hinzu. Der ab 1955 eingesetzte Greiferbagger erreicht eine Abbautiefe von 50 Metern, der 1966 gebaute Bagger 120 Meter.

### Fuhrpark
Mit Raupenbaggern, Pneuladeschaufeln und anderem Gerät führt das Unternehmen Arbeiten im Wasserbau, vor allem an den Uferbauwerken des Vierwaldstättersees, aus und entfernt nach Hochwassern Murgänge und Geschiebe an Bachläufen und in Kiessammlern. Die Arnold & Co. ist an der Sanierung des Steinbruchs Obermatt in Weggis am Vierwaldstättersee beteiligt.

### Materialumschlag
In Flüelen befindet sich der Heimathafen der Schiffe der Arnold & Co. 1916 legte die Firma auf dem Areal der ehemaligen Ziegelhütte in der Seematte bei Flüelen einen Umschlagplatz an, der über einen Gleisanschluss verfügt. 1917 baute sie ein Kieswerk mit einer Schottersortieranlage, wo die Materialien nach verschiedenen Körnungen bereitgestellt werden. 1969 wurde eine Betonfabrikationsanlage in Betrieb genommen.
Andere Entladestellen am Vierwaldstättersee beliefern die Schiffe in Brunnen, Küssnacht am Rigi, Horw, Luzern und Stansstad. Im Jahre 1924 kam am Umschlagplatz in Luzern erstmals ein Kran zum Entladen der Fracht zum Einsatz.

## Umweltschutz
In den 1980er Jahren führten Diskussionen über die Auswirkungen der langjährigen Baggerungen auf die Uferzonen beim Reussdelta zu konkreten Landschaftsschutzmassnahmen. Um die Flachwasserzonen am Seeufer zu erhalten, ist die künftige Kiesgewinnung mit dem Naturschutz koordiniert, seit das sogenannte Delta-Gesetz in einer Volksabstimmung im Kanton Uri am 1. Dezember 1985 angenommen worden ist. Mit dem Projekt Reussdelta erhielt die Arnold & Co. eine neue Konzession für den Kiesabbau im See. Zwischen 2001 und 2005 führte das Unternehmen im Rahmen des Projekts Seeschüttung Uri Ausbruchmaterial aus dem Gotthard-Basistunnel bei Amsteg (kristallines Gestein) und vom Tunnel der Nationalstrasse A4 Umfahrung Flüelen (Altdorfer Sandstein) zum Deltabereich und legte dabei mit Selbstentladeschiffen, die eigene Förderbänder mit sich führen, sechs neue Inseln an.